# Pixel espion
Pour les articles homonymes, voir Pixel (homonymie).
Un pixel espion (aussi appelé balise web, pixel invisible) est une très petite image numérique transparente utilisée par certains sites web pour collecter des informations sur l'activité de leurs utilisateurs. Ce nom provient de leur dimension réduite, généralement un seul pixel pour minimiser les temps de chargement puisque l'image en elle-même n'apporte aucune information.
Les pixels espions sont une technologie de pistage qui va de pair avec les cookies.

## Fonctionnement
Un pixel espion permet à un service de statistiques ou de mesure d'audience de pister la navigation d'utilisateurs à travers différents sites web. L'image en question est incluse dans les pages des différents sites utilisant le service mais elle est mise en ligne sur les serveurs du service.
Un pixel espion inclus dans une page ne permet pas à lui tout seul de récolter les informations voulues. Le mécanisme est en général le suivant :
1. Le visiteur Bob visite une page du site A qui inclut le pixel espion. Lorsque Bob demande l'image au service il envoie la plupart du temps un référent qui permet au service de savoir qu'il vient de A (ou bien l'adresse exacte de l'image contient un identifiant du site A) ; le service lui demande d'enregistrer un cookie associé à cette information (que ce soit sa valeur ou une donnée de la session qu'il représente) ;
2. Bob visite un site B où est inclus un pixel du même serveur. Le service peut donc récupérer le cookie créé à l'occasion de la visite en A. Le service peut donc y associer la visite sur le site B.

Ce mécanisme permet d'analyser la navigation d'un même utilisateur (anonyme le plus souvent) à travers les pages de différents sites web, et ce aussi longtemps que le cookie n'est pas supprimé.